# 조찬 (덕사)
조찬(曹纂, ? ~ ?)은 중국 삼국 시대 위(魏)의 황족으로, 자는 덕사(德思)이다.

## 생애
조휴(曹休)의 차남이며, 조조(曹肇)의 동복동생이다.
1000균을 들 수 있을 정도로 힘이 장사였으며, 명제(明帝)의 총애를 받아 늘 잠자리를 함께 하였다.
태화(太和) 2년(228년), 부친 조휴가 숨을 거두자 명제는 조휴의 봉토에 속한 300호를 조찬에게 주고 열후(列侯)에 봉하였다.
몇 년 후 진오장군(珍吳將軍)에 임명되었고, 사후 전장군(前將軍)에 추증되었다.